# Малое завещание
«Малое завещание» (фр. Le petit testament) или «Лэ» (фр. Lais) — поэма французского поэта Франсуа Вийона, написанная в 1456 году и впервые опубликованная в 1489 году. Считается одним из главных его произведений (наряду с «Большим завещанием»).
Вийон пишет о себе в «Малом завещании» как о человеке, вынужденном пуститься в странствия из-за неразделённой любви (на самом деле ему пришлось бежать из Парижа из-за участия в ограблении). 
Исследователи видят в поэме смешение разных стилей, характерных для средневековой поэзии.